# دينيس كولاكوف
دينيس كولاكوف (بالأوكرانية: Кулаков Денис Єрмилович) (1 مايو 1986 بإزيوم في أوكرانيا - ) هو لاعب كرة قدم أوكراني في مركز الوسط. شارك مع منتخب أوكرانيا تحت 21 سنة لكرة القدم ومنتخب أوكرانيا لكرة القدم. أما مع النوادي، فقد لعب مع نادي دنيبرو دنيبروبتروفسك ونادي شاختار دونيتسك ونادي فورسكلا بولتافا ونادي ميتاليست خاركيف وFC Shakhtar-3 Donetsk ‏ وFC Shakhtar-2 Donetsk ‏ ونادي إيليتشيفيتس ماريوبول ونادي أورال يكاترينبورغ.

## وصلات خارجية
- دينيس كولاكوف على موقع اتحاد أوكرانيا (الإنجليزية)
- دينيس كولاكوف على موقع قاعدة بيانات كرة القدم.إي يو (الإنجليزية)
- دينيس كولاكوف على موقع ناشيونال فوتبول تيمز (الإنجليزية)
- دينيس كولاكوف على موقع Soccerway.com (الإنجليزية)
- دينيس كولاكوف على موقع عالم كرة القدم.نت (الإنجليزية)
- دينيس كولاكوف على موقع AS.com (الإسبانية)